# Salvatore Adduce
Salvatore Adduce (Ferrandina, 14 febbraio 1955) è un politico italiano.

## Biografia
Diploma di maturità, è dirigente della cooperazione, presidente regionale della Lega delle Cooperative della Basilicata dal 1990 al 1995. Iscritto al Partito Comunista Italiano, è stato consigliere comunale di Ferrandina dal 1980 al 1994, componente della Giunta della Camera di Commercio di Matera dal 1992 al 1999, consigliere regionale della Basilicata dal 1995 e presidente del gruppo regionale dei Democratici di Sinistra fino al 2001.
Nel 2001, è stato eletto alla Camera dei deputati nel collegio maggioritario di Matera, in rappresentanza della coalizione di centrosinistra.
Alle elezioni politiche del 2006, risulta il primo non eletto della lista dell'Ulivo al Senato della Repubblica in Basilicata. Il 25 ottobre 2006 viene proclamato senatore in sostituzione del dimissionario Filippo Bubbico.
Il 13 aprile 2010 diventa sindaco della città di Matera a capo di una coalizione formata dal Partito Democratico e altri partiti del centrosinistra ottenendo il 48,5% al primo turno ed il 50,3% al secondo, battendo di poco il candidato di liste civiche, Angelo Tosto. Nel mese di ottobre 2014 viene eletto presidente regionale dell'Anci (Associazione Comuni Italiani) della Basilicata.
Si ricandida nel 2015 sempre sostenuto dal centro-sinistra ma viene sconfitto al ballottaggio dal candidato di centro-destra Raffaello De Ruggieri.
A marzo 2018 viene eletto Presidente della Fondazione Matera-Basilicata 2019 che ha il compito di attuare il programma culturale del dossier con cui Matera e stata nominata Capitale Europea della Cultura.